# Badhuset vid Skeppsbron

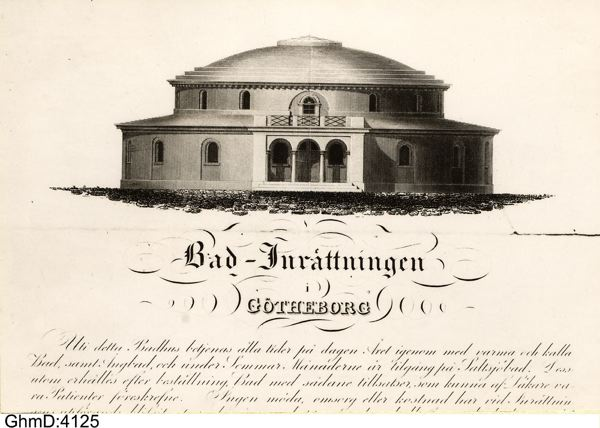
Badinrättningen Rotundan vid Skeppsbron i Göteborg.

Badhuset vid Skeppsbron, eller Rotundan, var ett varmbadhus med adress Skeppsbron 1 Inom Vallgraven i Göteborg. Anläggningen uppfördes år 1830 av ingenjör Alexander Keiller, inne på gården med en omgivande trädgård. Finsk bastu tillhandahölls i en särskild byggnad vid ingången till trädgården.
Efter att det Lindgrenska badhuset vid Surbrunn upphört, var behovet av ett nytt badhus stort. Aktiekapitalet vid starten var 40 000 kronor. I ledningen för verksamheten fanns även kommerserådet Olof Wijk.
Rotundan var "...cirkelrund till formen med järngallrade fönster och koppartak i kupolform. Över entréen fanns en mindre balkong. Det inre bestod av en större väntsal med takdekoration i blått och gyllene stjärnor och därifrån ledde ingångarne till 12 badrum. I dessa stodo rymliga kar av marmor och vattnet leddes dit i ledningar av koppar."
Mot slutet gick det dåligt med affärerna och till sist såldes huset på auktion, varefter det inreddes till magasin. 
Badhuset stängde den 30 april 1856, då det senare efterträddes av ett mindre badhus i Brunnsparken (dock ej klart i juli 1858).
År 1910 revs merparten av Rotundan.
Redan 1628 erbjöds möjligheten att bada "under tak" i Göteborg, och 1630 inrättades ett Stadzbadeeembete där Wolter Abrichtsson blev den förste utövaren.